# Federația Română de Badminton
Federația Română de Badminton (FRB) este forul ce organizează și conduce badmintonul românesc.

## Istoric
Federatia Româna de Badminton s-a înființat la data de 29 ianuarie 1990, deși jocul a fost practicat in mod organizat pe teritoriul României înca din 1974. Federația s-a reorganizat in anul 2001, in conformitate cu Legea Educatiei Fizice si Sportului nr. 69/2000.
Este membru afiliat al Federației Europene de Badminton (în engleză Badminton Europe) din 1990, precum și al Federației Mondiale de Badminton (în engleză Badminton World Federation), din anul 1991. 